# Мырза (станция)
Станция Мырза́ (до 2002 г. — Мурза́) — железнодорожная станция расположенная на двухпутном электрифицированном участке Астана — Караганда, является грузо-пассажирской и по объёму выполняемой работы отнесена ко второму классу. Обслуживает заводы Central Asia Cement и КЗАЦИ, Нурказганский горно-обогатительный комбинат.

## Описание
Прилегающие к станции перегоны, имеющие основные средства сигнализации и связи при движении поездов:
- перегон станция Мырза — станция Шокай — двухпутный, оборудован односторонней автоматической блокировкой по каждому пути с возможностью организации двустороннего движения по одному из путей при капитальном ремонте другого пути, по сигналам АЛСН в неправильном направлении;
- на 653 км и 674 км расположены регулируемые переезды, оборудованные переездной сигнализацией с автошлагбаумами. Извещение о приближении поезда осуществляется автоматически;
- перегон станция Мырза — станция Нура — двухпутный, оборудован односторонней автоматической блокировкой по каждому пути с возможностью организации двустороннего движения по одному из путей при капитальном ремонте другого пути, по сигналам АЛСН в неправильном направлении;
- перегон станция Мырза — станция Нурказган — однопутный, оборудован полуавтоматической блокировкой пути с кодированием участка приближения. На перегоне расположен переезд «Нурказган», оборудованный переездной светофорной сигнализацией с автошлагбаумом. Извещение о приближении поезда осуществляется автоматически;
- перегон станция Мырза — станция Предзаводская — однопутный, оборудованный сигнализацией при посредстве одного жезла и телефона.

Основной работой станции является выполнение операций по пропуску, приёму и отправлению поездов, производству маневровой работы, грузовых и коммерческих операций.